# Иммиграция населения

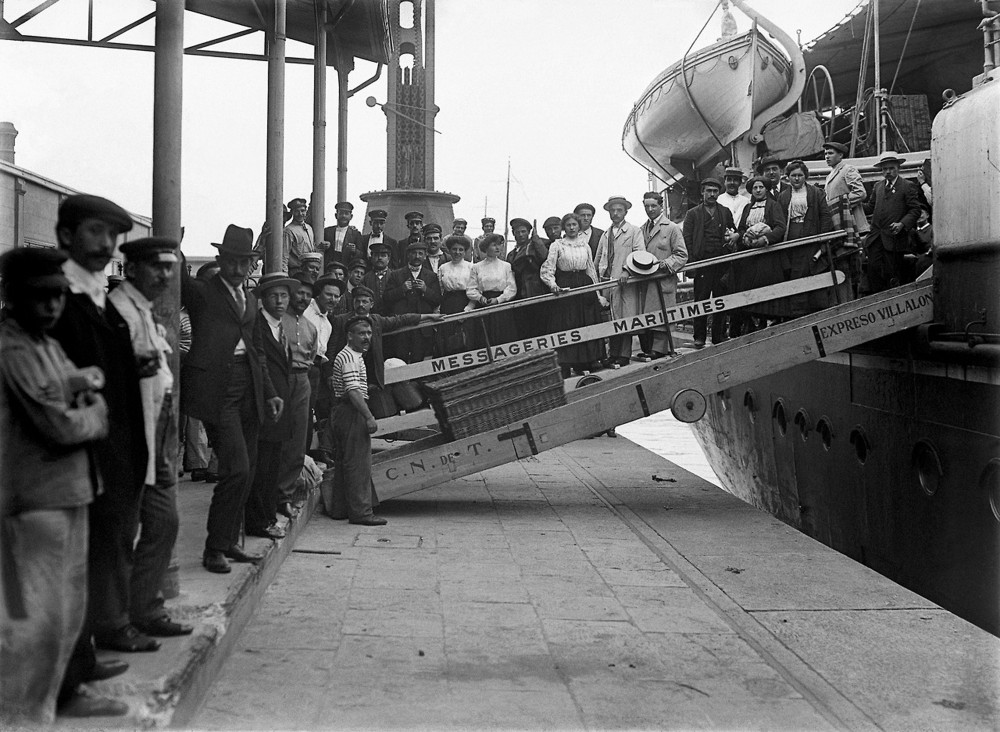
Европейские иммигранты прибывают в Аргентину

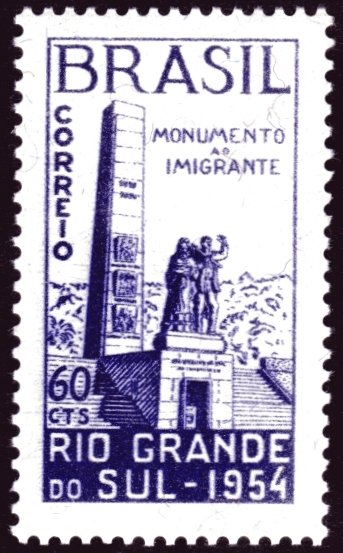
Почтовая марка Бразилии 1954 года, посвящённая Национальному памятнику иммигранту в Кашиас-ду-Сул, Бразилия, построенному в честь итальянских иммигрантов в 1954 году(Sc #779)

Иммигра́ция населе́ния (от лат. Immigro — «вселяюсь») — въезд населения одной страны (государства) в другую на временное или постоянное проживание, рассматриваемый по отношению к стране, куда въезжают мигранты.
В большинстве государств установлены специальные иммиграционные ограничения и квоты (так называемые иммиграционные законы).

## Причины иммиграции
Иммиграцию могут вызвать следующие причины:
- экономические (привлечение рабочей силы; въезд в страны, с более благоприятными социально-экономическими условиями);

К ним относят неблагоприятную экономическую обстановку в стране: инфляцию, массовую безработицу, экономический кризис; также сюда относится большой разрыв в уровне жизни развитых и развивающихся стран, в связи с чем население из развивающихся стран ищет более комфортные условия для жизни, улучшение экономического благосостояния, более высокооплачиваемую работу и т. д. Большинство исследователей определяют экономический фактор как решающий, лежащий в основе движущих сил миграционных потоков.
- политические (бегство от преследований по политическому, национальному, расовому или религиозному признаку — так называемые политиммигранты, беженцы, обмен национальными меньшинствами между государствами, переезд в страну с более стабильной политической ситуацией, укрывательство террористов);

Они вызваны внутренними и внешними конфликтами в ряде стран, а также политической и правовой нестабильностью. За последние годы примерно 13 млн человек покинули свою родину, спасаясь от вооружённых конфликтов и преследований, привлечённые политической стабильностью развитых стран Запада. Основная доля мигрантов, движимых политическими мотивами, появилась с начала 1990-х гг. Изначально бурный рост миграции вызвало окончание «холодной войны», распад Советского Союза, обострение большого числа этнических конфликтов и возникновение гражданских войн, когда огромное количество людей стало перебираться с территории Югославии, Восточной Европы, Азии и Африки в Западную Европу (хотя, безусловно, в данном примере равнозначно влияние как политического, так и экономического факторов).
- военные (аннексия чужой территории и её колонизация)[2].

## Виды иммиграции
По причинам:
- экономическая;
- политическая.

По отношению к законодательству страны въезда:
- легальная;
- нелегальная.

В наиболее общем смысле нелегальную миграцию определяют, как въезд или пребывание на территории государства с нарушением миграционного закона.

## История
Иммиграция населения сыграла существенную роль в заселении Земли, оказала значительное влияние на динамику численности и формирование структуры населения многих стран мира. Половозрастная структура иммиграции характеризуется тем, что в числе переселенцев преобладают мужчины молодого и среднего возраста. Иммиграция приводит к появлению новых наций и народностей в результате смешения различных этнических групп населения.
Иммиграция населения характерна для всех известных исторических эпох. В течение последних двух тысячелетий наиболее масштабными стали:
- Великое переселение народов в Европе (IV—VII века),
- арабские завоевания (VII—VIII века),
- экспансия тюркских и монгольских народов (XI—XVII века),
- межконтинентальные миграции, произошедшие в эпоху великих географических открытий (середина XV — середина XVII веков) — главным образом из Европы в Америку и Австралию;
- перемещения населения, связанные с двумя мировыми войнами;
- переселение более 16 миллионов человек, вызванное разделением британской Индии на два независимых государства — Индию и Пакистан;
- миграции, связанные с репатриацией в Израиль евреев.

Россия исторически представляет собой значительный центр иммиграции, необходимой в связи со значительным ростом территории страны. Поселения иностранцев в Российской империи (под иностранцами подразумевались почти исключительно иммигранты с территории Европы) в значительной степени инициированы Петром I и продолжались до 1920-х гг.
В XX веке значительно изменилась иммиграционная ситуация в Европе, которая из центра эмиграции превратилась в центр иммиграции.
Массовый поток иммигрантов на территорию Европы начался после окончания Второй мировой войны. Для Западной Европы в этот период наиболее характерной была массовая репатриация людей из бывших колоний Великобритании, Франции, Нидерландов, Бельгии. К 1980 году в Европе доля родившихся за её пределами составляла уже 10 процентов. На 2011 год уровень безработицы среди работоспособных иностранцев, родившихся за пределами Евросоюза, составил: во Франции — 17 процентов (против 9 процентов среди местного населения), в Нидерландах — 13,1 процента (против 4,2 процента), в Германии — 15 процентов (против 8 процентов).

## Настоящее время
В конце XX — начале XXI века темпы миграции не ослабевают, среди основных перемещений населения следует выделить следующие:
- миграции, связанные с распадом СССР и Югославии;
- миграции из стран Латинской Америки, Африки и Южной Азии в более развитые страны Западной Европы и Северной Америки;
- миграции, вызванные локальными вооружёнными конфликтами.

Наиболее значительные переселения вызваны причинами экономического характера.
Страны — родины иммигрантов:
- страны Восточной Европы,
- страны Северной Африки,
- страны Средней Азии,
- страны Юго-Восточной Азии и Китай,
- страны Южной Азии,
- страны Латинской Америки.

## Иммиграция по странам

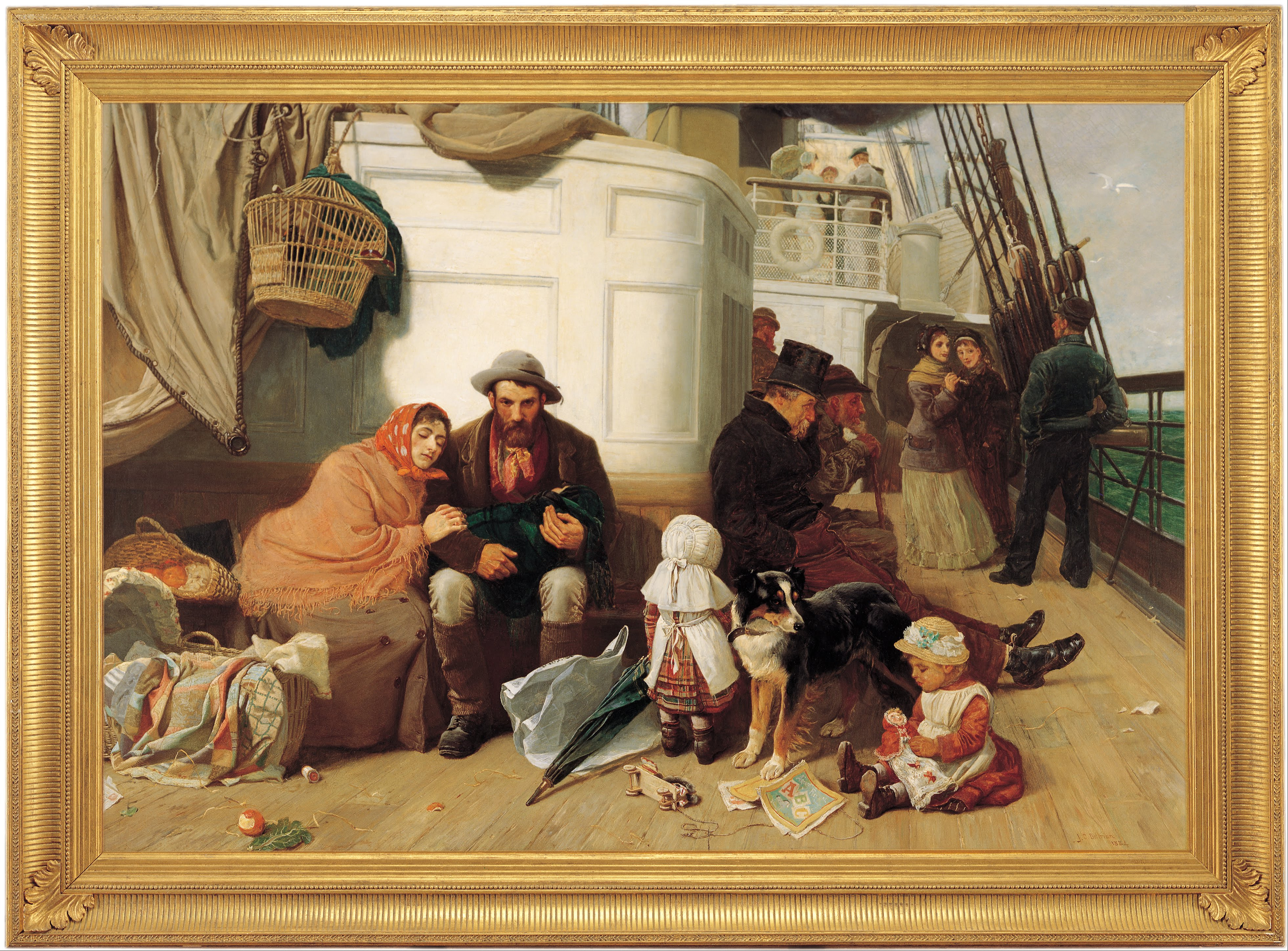
Джон Доллман Корабль иммигрантов (1884)

### Иммиграция в Австралию
Иммиграция в Австралию в последнее время стала очень популярной благодаря тем условиям, которые предоставляет правительство страны, уровню жизни, высокому уровню образования в стране, а также уникальной природе. Программа по иммиграции была разработана правительством Австралии для увеличения численности населения страны, привлечения рабочей силы. Эта программа успешно реализуется государством уже долгое время.

### Иммиграция в США
Соединённые Штаты Америки до сих пор остаются страной, в которой население продолжает расти значительными темпами вследствие иммиграции. По данным ряда американских исследователей, естественный прирост населения составляет 2 млн человек в год, а прирост за счёт иммиграции — 1 млн. Помимо рабочей и учебной миграции правительство США полагается на раздачу видов на жительство («грин-карт») лотереей, призванной увеличить этническое разнообразие в США. Лотерея начинается с конца октября и идёт три недели.
В то же время в 2006 году президент США Джордж Буш подписал закон, предусматривающий возведение стены на границе с Мексикой для борьбы с незаконной иммиграцией.

### Иммиграция в Германию
Германия стала нуждаться в притоке иммигрантов во второй половине XX века в связи с демографическими проблемами, и как следствие, нехваткой рабочей силы для развития промышленности и других отраслей экономики.
В 1960-е в Германии важную роль играли временные трудовые миграции. Гастарбайтеры из Италии, Испании, Греции, Турции, Марокко, Португалии, Туниса и Югославии рекрутировались в Германию с 1955 по 1968 г. в рамках двусторонних межгосударственных соглашений по привлечению иностранных рабочих и были призваны насытить возрождающуюся экономику рабочими руками. В 1973 г., после того как число иностранных рабочих превысило 2 млн, их въезд был прекращён.
Конец 1980-х — начало 1990-х ознаменовалось для Германии новым потоком политических иммигрантов и беженцев. Это происходило в связи с распадом СССР, подъёмом сепаратистских движений в ряде государств Восточной Европы, а также локальными войнами в различных точках земного шара. В конце 1980-х в Германию прибывали групп 1990-х был связан с войной в Персидском заливе. С 1988 по 1993 г. свыше 1,4 млн человек — преимущественно из восточной половины Европы, балканских стран и Турции — подали прошение о предоставлении им убежища.
Считается, что ещё 350 тыс. беженцев из районов военных действий в Боснии и Герцеговине нашли временное прибежище в Германии, не проходя процедуру подачи ходатайства о предоставлении им политического убежища. В 2002 году в связи с обострением палестино-израильских отношений на территорию Германии прибыли беженцы из Палестины и близлежащих областей. Сегодня около 35 тысяч палестинцев живёт в Берлине, остальные рассредоточены по всей стране.
В Германию с 1987 по 2001 год прибыло больше иммигрантов, чем в такие классические иммигрантские страны, как Австралия и Канада вместе взятые. Безработица среди иностранцев на 2000 год в Германии составляла 16,4 процента при общем уровне 8,8 процента.

### Иммиграция в Испанию
Согласно данным 2010 года более 6 млн резидентов Испании были рождены за пределами страны, что составляло 14 % от всего населения. Из них 4,1 млн человек (8.9 %) были рождены за пределами Европейского союза, а 2,3 млн — на его территории. Испания — самое популярное место для переезда англичан. Согласно данным 2011 года в Испании проживает 800 000 румын, 774 000 марокканцев, 317 000 эквадорцев, 312 000 британцев, 250 000 колумбийцев и 52 000 русских. В результате финансового кризиса в 2011 году количество эмигрантов превысило количество иммигрантов: 507,740 уехало и 457,650 приехало.

### Иммиграция во Францию
Франция — одна из первых европейских стран, столкнувшаяся с потребностью в иммигрантах, и, как следствие, с вопросами миграции. Как утверждает большинство исследователей, за всю историю иммиграции в Европу эта страна приняла на своей территории наибольшее количество иностранцев. Иммигранты стали прибывать во Францию ещё с середины XIX века, в период её бурного индустриального развития.
Существовали две основные причины привлечения иностранцев на свою территорию: растущий спрос на рабочую силу и кризисная демографическая ситуация.
После Второй мировой войны миграционные потоки во Францию только увеличились, причём они исходили как из европейских государств, так и из бывших французских колониальных владений, позже стало появляться всё больше политических иммигрантов и беженцев из разных неблагополучных районов планеты.
Сначала в страну прибывали молодые рабочие из Италии и Испании, а несколько позже — выходцы из бывших французских колоний — стран Магриба, Африки, Ближнего Востока и Азии, а также из Португалии.
К 1976 году во Франции уже около 4 млн иммигрантов (7 % населения). Изменилась и национальная структура иммигрантов: 22 % — португальцы, 21 % — алжирцы, 15 % — испанцы, 13 % — итальянцы, 8 % — марокканцы, 4 % — тунисцы, 2,5 % — негры из «чёрной Африки», 1,5 % — турки.
Со временем наибольшую группу среди иммигрантов стали составлять выходцы из Африки и арабы. Во многом это было связано с войной в Алжире, когда огромное количество французов и североафриканцев стали переезжать на территорию Франции.
Сегодня во Францию продолжают поступать потоки иммигрантов, руководствующихся совершенно разными мотивами при переезде из родного государства, причём большинство составляют выходцы из африканских стран. Зачастую это всё же поиск наиболее благоприятных условий для жизни и работы, воссоединение с семьями, получение образования, поиск убежища и другие.

### Иммиграция в Великобританию
Иммиграция в Великобританию — процесс, уходящий корнями в историю Британской империи.
Первый значительный поток иммигрантов хлынул на территорию Великобритании с открытием Суэцкого канала в 1880-е годы. Селились приезжие, в основном, в портовых городах, таких как Ливерпуль, Кардифф и другие.
Далее переселения на территорию Великобритании происходили после Первой мировой войны и, особенно, во время и после Второй мировой войны. В годы Второй мировой войны в Великобритании нашли убежище граждане различных государств, скрывавшиеся от нацистских репрессий.
После окончания Второй мировой войны значительный иммиграционный приток в страну в конце 1950-х — начале 1960-х годов был вызван распадом Британской империи. Также в Великобританию прибывали жители Юго-Восточной Азии, Африки и индостанского субконтинента.
На протяжении 1960-х — 1970-х годов правительство Великобритании проводило политику ограничения иммиграции из стран Британского Содружества. Закон об иммиграции 1971 года и Закон о гражданстве 1981 года ограничили права жителей бывших колоний на получение британского паспорта и фактически приравняли их к иностранцам. Эти законы были подвергнуты критике со стороны Европейской комиссии по правам человека за их дискриминационное содержание по расовому признаку.
Несмотря на все правительственные меры, предпринимаемые в эти годы, иммиграция в Великобританию не прекратилась.
Великобритания — первая европейская страна, положившая начало «феномену» «второго поколения» иммигрантов как массового явления.
Особенно иммиграционные потоки в Великобританию увеличились в последние десятилетия.
Наблюдается рост числа трудовых мигрантов как на короткий период времени, так и на длительный срок.
В Великобритании вопрос о национальной принадлежности впервые был включён в перепись 1991 года. При этом оказалось, что 76,8 % (5,3 млн человек) населения Большого Лондона составили «белые», 5 % (347 тыс. человек) — индийцы, 4,3 % (300 тыс. человек) — чернокожие и мулаты, выходцы из Карибского региона, 2,4 % (164 тыс. человек) — негры, выходцы из стран Африки, 1,3 % (88 тыс. человек) — пакистанцы, 1,2 % (86 тыс. человек) — бенгальцы, 0,8 % (57 тыс. человек) — китайцы.
Последняя информация о проживающих на территории Соединённого Королевства не-британцев была размещена в статистическом бюллетене Национального статистического агентства Великобритании в 2007 году. Согласно имеющимся данным, жители следующих пяти государств мира в период с 2004 по 2007 год занимали лидирующие позиции по своему количеству в пределах Соединённого Королевства Великобритании и Северной Ирландии (см. приложение № 2):
1. Индия;
2. Республика Ирландия;
3. Пакистан;
4. Германия;
5. Бангладеш .

### Иммиграция в Норвегию
Иммиграция в Норвегию — современное явление. Иммигранты в основном представлены выходцами из Турции, Сомали, России, Украины, Швеции и Китая, а также Вьетнама.

### Иммиграция в страны Бенилюкса
Приток иммигрантов на территорию Бенилюкса начался ещё после Первой мировой войны, когда в начале 1920-х правительства этих государств стали проводить компании по найму рабочих-иностранцев.
Тогда на территорию Бельгии и Нидерландов устремились трудовые ресурсы из Центральной и Восточной Европы, которые получили «право» добывать каменный уголь в бельгийском Льеже и нидерландском Лимбурге, то есть работать на экономику Бенилюкса в тех отраслях, где не желало трудиться коренное население. Помимо трудовых миграций, на территорию Нидерландов того периода времени прибывали политические иммигранты. Во время Первой мировой войны около 900 тыс. бельгийцев нашли убежище в нейтральных Нидерландах.
Позже, в 1930-е гг. евреи и политические беженцы Австрии и Германии скрывались от нацистских режимов в этом государстве. Иммигрантов привлекало высокое экономическое развитие голландского общества и его толерантное отношение к приезжим.
Для послевоенного периода (1946—1959 гг.) Бельгии и Нидерландов характерны разные источники трудовых ресурсов. В Бельгию прибывали, в основном, граждане Италии.
По договору 1946 г. Бельгия приняла на своей территории 77 тыс. итальянцев для работы в добывающей и тяжёлой промышленности, позднее были подписаны договора с Испанией (1956 г.) и Грецией (1957 г.)
Что же касается Нидерландов, то в послевоенный период туда прибывали, в основном, жители бывших голландских колоний (Индонезии и Суринама). В 1954 году Нидерланды предоставили своё гражданство всем жителям Суринама и Нидерландских Антильских островов. Если до этого в Нидерланды приезжала оттуда только богатая молодёжь для получения образования, то в 1960-е годы в страну хлынули представители беднейших слоёв населения. Сейчас в Нидерландах проживает более 300 тысяч бывших суринамцев, при том что в самом Суринаме живёт 520 тысяч человек.
В Люксембурге в этот период также увеличилась доля иностранцев, которые концентрировались, в основном, в городе Люксембурге и в районах добывающей и сталелитейной промышленности на юго-западе страны. С начала 1970-х гг. страны Бенилюкса, как большинство западноевропейских государств, стали вводить ограничения на въезд иммигрантов. В 1973 г. программы рабочей иммиграции были заморожены.
Несмотря на это, приток иностранцев на территорию Бенилюкса не прекратился: поводом для въезда стало воссоединение семей.
В Бельгию прибывали, как правило, рабочие из Турции и Марокко. В то же время, в кризисные годы Нидерланды принимали огромное количество политических беженцев из Чили, Уганды, а позже из Вьетнама.
Начало 1990-х гг. ознаменовалось для стран Бенилюкса притоком вынужденных политических мигрантов. Это было связано с распадом СССР, революциями в государствах Восточной Европы и большим количеством локальных конфликтов в различных точках планеты.
По данным статистики Нидерландов за 1998 год общий приток иностранцев составлял 81600 чел., 45 % из которых прибыли по каналу воссоединения семей, 21 % — составляли лица, ищущие убежища, около 19 % — трудовые мигранты.
Что касается ситуации на начало XXI века, то по данным за 2005 год, иностранцы в Бельгии составляли приблизительно 8,3 %, в Нидерландах — 19,2 %, а в Люксембурге — 39 %.
По данным за 2002 год в Нидерландах проживало около 800 тыс. мусульман, составлявших около 5 % населения. Большинство которых были выходцы из Турции и Марокко, устроившиеся в крупных городах, таких как Амстердам и Роттердам.

### Иммиграция в Японию
Приток иммигрантов в Японию остаётся незначительным, хотя имеются чёткие тенденцию к увеличению. Так, за пять лет число зарегистрированных иностранных граждан выросло на 14,6 % до 2,5 млн, что составляет 1,5 % от населения Японии. На сегодняшний момент крупнейшими диаспорами являются корейцы (1 млн), китайцы (0,6 млн) и филиппинцы (0,5 млн).

### Иммиграция в Черногорию
В Черногории можно получить ВНЖ на основании открытия фирмы, покупки недвижимости, получения ВНЖ. Наибольшее количество иммигрантов приехали из России, Украины, Боснии, Албании. Наибольшее количество иммигрантов приезжают из России, Украины и ближайших стран, в первую очередь, из Сербии и Боснии.

### Иммиграция в Россию
С 1997 по 2004 год иммиграция в Россию неуклонно снижалась, с 2005 года отмечен небольшой рост числа иммигрантов. Большинство иммигрантов прибывает из стран СНГ. В 2006 году в Российскую Федерацию иммигрировали граждане из Казахстана (38,6 тыс. человек), Узбекистана (37,1 тыс.), Украины (32,7 тыс.), Киргизии (15,7 тыс.), Армении (почти 13 тыс.), Азербайджана и Молдавии (более 8 тыс. человек).

## Интеграция иммигрантов
Нидерланды начали формулировать интеграционную политику ещё в 1979 году. Появлялись телевизионные каналы с вещанием на языках национальных меньшинств, вводилось преподавание языков иммигрантов, проводилась подготовка учителей, которые могли бы проводить занятия на их языках. Подобные мероприятия позже проводились и в других странах Европы. Официальной политикой был провозглашён мультикультурализм. Однако эта политика подвергается критике.
Имеются разные точки зрения по вопросу о том, должны ли дети иммигрантов сразу по приезде учиться в одних классах с детьми местных жителей. В среде местных детей дети-иностранцы быстрее осваивают язык, однако их пребывание там может тормозить других учеников. В спецклассах для иностранцев дети спокойно учат местный язык, для каждого ребёнка подбирают свою программу, но у них отсутствуют контакты с местными сверстниками, что не способствует изучению местного языка.
Сейчас практически все европейские страны дополнительно финансируют школы, где учатся дети иммигрантов. Франция ещё в 1982 году начала использовать концепцию «проблемных школ» и выделять для них дополнительное финансирование. Германия стала делать это лишь в 2007 году. Дополнительно выделяемые средства идут на дополнительное образование учителей, расширение педсостава за счёт специалистов и ассистентов, владеющих языками детей. Для помощи детям иммигрантов активно используются менторы-студенты из среды иммигрантов. Однако всё же многие дети мигрантов оказываются в школах ниже их уровня, в специальных школах или в классах, не соответствующих их возрасту. Всё это тормозит их развитие и снижает перспективы трудоустройства. Проблемы создаёт также то, что в некоторых школах детей неевропейского происхождения существенно больше, чем местных.
В экономической научной литературе процесс включения иммигрантов в экономическую жизнь страны называют абсорбцией (лат. absorptio — поглощение).

## Список основных стран происхождения и приёма иммигрантов
- Список первых 10 стран, принимающих до 80 % иммигрантов всего мира: США (2 млн в год), Канада (от 270 до 500 тыс. в год), Австралия (от 250 тыс. до 500 тысяч в год), Россия (220 тыс. в год), Франция (200 тыс. в год), Южная Корея (170 тыс. в год), Япония (150 тыс. в год), Швеция (90 тыс. в год), Великобритания (от 100 до 200 тыс. в год), Германия (от 80 до 130 тыс. в год).
- Список первых 10 стран и регионов мира, отдающих эмигрантов: Китай (300 тыс. в год), Арабский мир (290 тыс. в год), Индия (250 тыс. в год), Пакистан (220 тыс. в год), Россия (200 тыс. в год), Узбекистан (140 тыс. в год)), Африка (от 200 до 300 тыс. в год), Латинская Америка (100 тыс. в год), Юго-Восточная Азия (100 тыс. в год), Украина (80 тыс. в год).

Россия — это единственная страна в мире, занимающая сразу одно из первых мест в списке отдающих и принимающих стран, то есть она выступает как один из центров иммиграции, но при этом является страной с нарастающим эмиграционным оттоком.